# Саргіно
Саргіно (рос. Саргино) — селище в Вельському районі Архангельської області Російської Федерації.
Населення становить 153 особи. Входить до складу муніципального утворення Попонаволоцьке муніципальне утворення.

## Історія
Від 1937 року належить до Архангельської області.
Від 2004 року належить до муніципального утворення Попонаволоцьке муніципальне утворення.

## Населення
| 2002 | 2010 | 2012 | 2014 |
| ---- | ---- | ---- | ---- |
| 227  | ↘138 | ↗156 | ↘153 |